# Grandrupt-de-Bains
 Grandrupt-de-Bains  es una población y comuna francesa, en la región de Lorena, departamento de Vosgos, en el distrito de Épinal y cantón de Bains-les-Bains.

## Demografía
| 119 | 104 | 81 | 81 | 73 | 90 |
| Para los censos de 1962 a 1999 la población legal corresponde a la población sin duplicidades (Fuente: INSEE [Consultar]) |     |    |    |    |    |